# Ludwig Schmidt (Kupferstecher)
Carl Ludwig Schmidt (* 4. Juni 1753 in Berlin; † 5. Juni 1828 ebenda) war ein deutscher Kupferstecher.

## Biografie
Ludwig Schmidt war ein Sohn des Kupferstechers Johann Gottlieb Schmidt. Er lernte wahrscheinlich zunächst bei seinem Vater, bevor er sich 1773 an der Akademie in Berlin zum Studium der Zeichenkunst und 1776 für Architektur einschrieb. Später arbeitete er als selbständiger Kupferstecher in Berlin und lieferte vorwiegend Kupferstiche für wissenschaftliche Werke.

## Werke

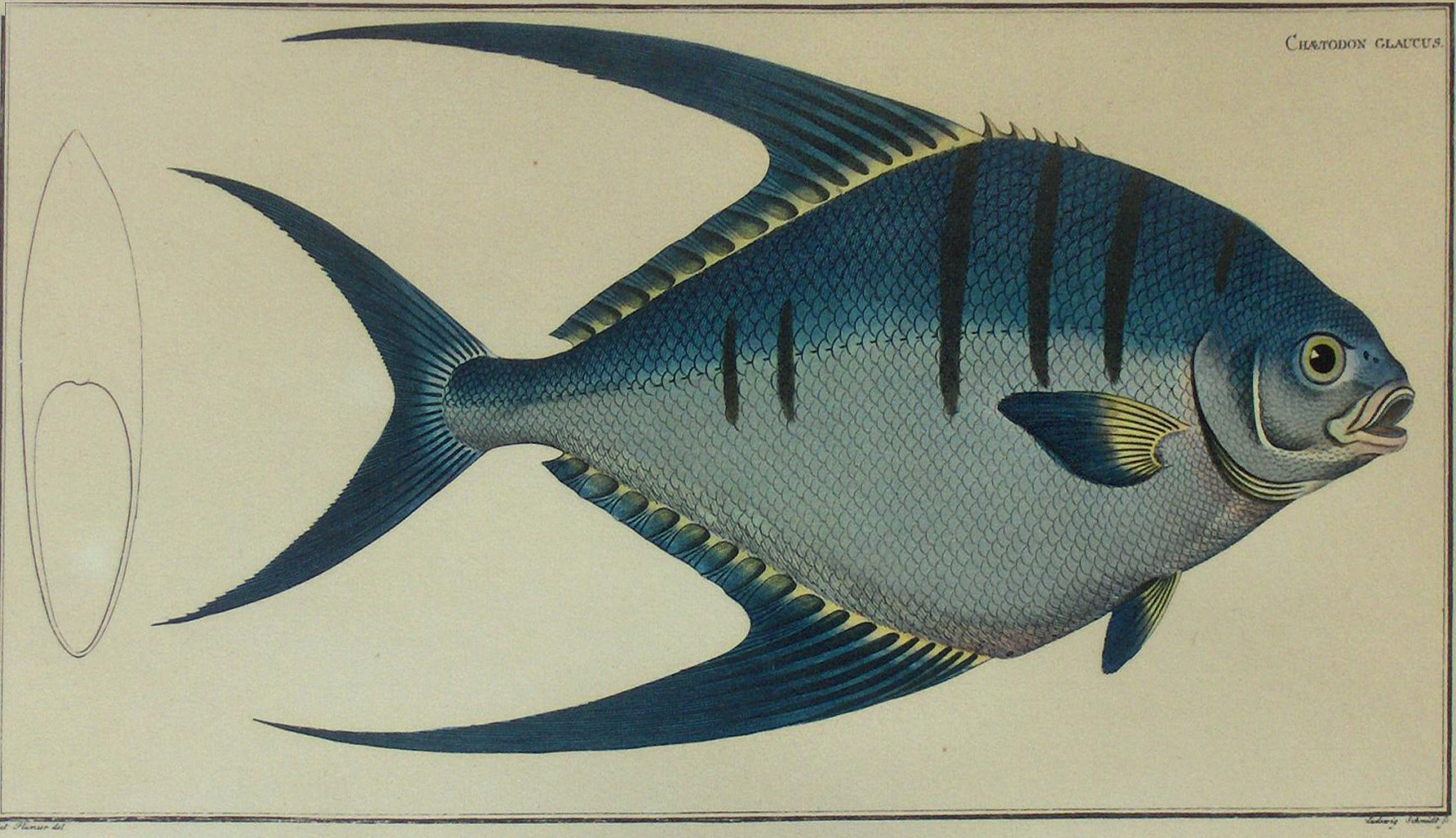
Tafel aus der Naturgeschichte der Fische

- Zahlreiche kolorierte Kupferstiche zu: D. Marcus Élieser Bloch: Allgemeine Naturgeschichte der Fische. 12 Bde. Berlin 1782. (doi:10.5962/bhl.title.63303 doi:10.5962/bhl.title.46381)
- Einen Teil der 44 Kupferstiche (neben Johann Friedrich Schleuen und Johann Samuel Ludewig Halle) zu: Friedrich August Ludwig von Burgsdorf: Versuch einer vollständigen Geschichte vorzüglicher Holzarten in systematischen Abhandlungen zur Erweiterung der Naturkunde und Forsthaushaltungs-Wissenschaft. Joachim Pauli, Berlin 1783. (doi:10.5962/bhl.title.15589)
- Kupferstiche zu: Carl Christian Horvath (Hrsg.): Preussische Armee-Uniformen unter der Regierung Friedrich Wilhelm II. Königs von Preussen, enthaltend 156 sauber illuminierte Blätter. Chez Charles Chretien, Potsdam 1789. Online. In: Deutsche Digitale Bibliothek
- Einen Teil der Kupferstiche zu: Georg Franz Hoffman: La flore de l'Allemagne ou Étrennes botaniques pour l'an 1791. Chez Jean Jaques Palm, 1791 (Volltext in der Google-Buchsuche).
- Kupferstiche zu: Johann Christoph Andreas Mayer: Einheimische Giftgewächse welche für Menschen am schädlichsten sind. 2 Hefte. Georg Decker, Berlin 1800. Heft 1 onlineHeft 2 online. In: Deutsche Digitale Bibliothek
- Kupferstiche zu: Johann Christoph Andreas Mayer: Vorzügliche einheimische eßbare Schwämme: Anhang der Beschreibung der schädlichen einheimischen Giftgewächse. Georg Decker, Berlin 1801. online. In: Deutsche Digitale Bibliothek